# Mike Davis (lutador)
Mike Davis (Hudson, 7 de outubro de 1992) é um lutador americano de artes marciais mistas, atualmente competindo na divisão leve do Ultimate Fighting Championship.

## Carreira no MMA

### Ultimate Fighting Championship
Mike Davis fez sua estreia no UFC contra o brasileiro Gilbert Burns, em 27 de Abril de 2019 no UFC Fight Night: Jacaré vs. Hermansson. Davis perdeu por finalização com um mata leão no segundo round.
Sua primeira vitória no UFC veio no dia 12 de Outubro de 2019 contra Thomas Gifford, no UFC Fight Night: Joanna vs. Waterson. Davis venceu a luta por nocaute no terceiro round.

## Cartel no MMA
| Cartel no MMA   |            |            |
| 11 lutas        | 9 vitórias | 2 derrotas |
| Por nocaute     | 7          | 0          |
| Por finalização | 1          | 1          |
| Por decisão     | 1          | 1          |

| Res.    | Cartel | Oponente         | Método                  | Evento                                        | Data       | Round | Tempo | Local                      | Notas           |
| ------- | ------ | ---------------- | ----------------------- | --------------------------------------------- | ---------- | ----- | ----- | -------------------------- | --------------- |
| Vitória | 9-2    | Mason Jones      | Decisão (unânime)       | UFC on ESPN: Chiesa vs. Magny                 | 20/01/2021 | 3     | 5:00  | Abu Dhabi                  | Luta da Noite.  |
| Vitória | 8-2    | Thomas Gifford   | Nocaute (soco)          | UFC Fight Night: Joanna vs. Waterson          | 12/10/2019 | 3     | 4:45  | Tampa, Flórida             |                 |
| Derrota | 7-2    | Gilbert Burns    | Finalização (mata leão) | UFC Fight Night: Jacaré vs. Hermansson        | 27/04/2019 | 2     | 4:15  | Fort Lauderdale, Flórida   | Estreia no UFC. |
| Vitória | 7-1    | Carlos Guerra    | Finalização (Kimura)    | Island Fights 54                              | 22/03/2019 | 1     | 2:08  | Panama City Beach, Flórida |                 |
| Vitória | 6-1    | Elvin Leon Brito | Nocaute Técnico (socos) | Island Fights 51                              | 21/12/2018 | 3     | 2:52  | Pensacola, Flórida         |                 |
| Derrota | 5-1    | Sodiq Yusuff     | Decisão (Unânime)       | Dana White's Contender Series 2               | 24/07/2018 | 3     | 5:00  | Las Vegas, Nevada          |                 |
| Vitória | 5-0    | Montrell James   | Nocaute Técnico (socos) | Island Fights 46: The Return of Roy Jones Jr. | 08/02/2018 | 1     | 2:22  | Pensacola, Flórida         |                 |
| Vitória | 4-0    | Anthony Retic    | Nocaute Técnico (socos) | Island Fights 42                              | 14/10/2017 | 2     | 2:35  | Pensacola, Flórida         |                 |
| Vitória | 3-0    | Channin Williams | Nocaute (socos)         | Island Fights 41                              | 22/07/2017 | 1     | 3:29  | Pensacola, Flórida         |                 |
| Vitória | 2-0    | Erimus Mills     | Nocaute Técnico (socos) | House of Fame 4 - Florida vs. Georgia         | 29/10/2015 | 1     | 1:19  | Jacksonville, Flórida      |                 |
| Vitória | 1-0    | Richard Dehnz    | Nocaute Técnico (socos) | House of Fame 3 - Riverside Beatdown          | 10/07/2015 | 3     | 0:49  | Jacksonville, Flórida      |                 |